# Свети Йоан Предтеча (Казанлък)
„Свети Йоан Предтеча“ е православен храм в центъра на Казанлък, България, под ведомството на Старозагорската епархия.

## Местоположение
Храмът е разположен на улица „Георги Бенковски“ № 13.

## История
Църквата е построена в 1844 година. Инициатор и ръководител на строежа е казанлъшкият първенец Стоян Груйоолу. Храмът е изграден на мястото на метоха на Хилендарския манастир, към който имало и килийно училище. По време на Руско-турската война (1877 – 1878) е превърнат от турците в хамбар. След 1879 година храмът е възстановяван дълго. В 1896 година е построена нова камбанария.

## Описание
Църквата е най-големият православен храм в Казанлък. В архитектурно отношение е трикорабна базилика с три престола, посветени на свети Йоан Предтеча, свети Йоан Рилски и свети Харалампий.
Църквата има резбован иконостас, дело на дебърския резбар Данаил Мойсов. Владишкият трон е дело на друг дебърски майстор – Антон Станишев.
В храма има възроженски икони, дело на тревненски майстори. В 1936 година отново и почти изцяло е изписан от професорите Стефан Иванов, Никола Маринов и Дечко Узунов, с участието на казанлъшките художници Мара Чорбаджийска и Чудомир.